# Írán na Letních olympijských hrách 1960
Írán na Letních olympijských hrách 1960 v italském Římě reprezentovalo 25 sportovců v 5 sportech.

## Medailisté
| Medaile | Jméno            | Sport    | Disciplína                   |
| ------- | ---------------- | -------- | ---------------------------- |
| Stříbro | Golamrezá Tachtí | Zápas    | Muži volný styl do 87 kg     |
| Bronz   | Esmaeil Elmkhah  | Vzpírání | muži bantamová váha do 56 kg |
| Bronz   | Mohammad Paziráí | Zápas    | Muži řecko-římský do 52 kg   |
| Bronz   | Ibrahim Seifpour | Zápas    | Muži volný styl do 52 kg     |